# Vườn Chehel Sotun
Chehel Sotoun (còn được gọi là Chihil Sutun hoặc Chehel Sotoon; Ba Tư: چهل ستون, nghĩa là: "Bốn mươi cột") là một gian hàng ở giữa một khu vườn, phía cuối của một hồ bơi dài ở Isfahan, Iran. Công trình được xây dựng bởi Shah Abbas II để sử dụng cho giải trí và tiếp khách của ông.
Tên của khu vườn có nghĩa là "bốn mươi cột" trong tiếng Ba Tư, lấy cảm hứng từ hai mươi cột bằng gỗ thanh mảnh hỗ trợ cho gian nhà. Khi ngôi nhà phản chiếu hình ảnh xuống mặt nước của đài phun nước, xuất hiện để thành bốn mươi cột.
Như cung điện Ali Qapu, cung điện có nhiều bức bích họa và tranh vẽ trên gốm. Nhiều trong số các tấm gốm đã được phân tán và bây giờ là thuộc sở hữu của bảo tàng lớn ở phương Tây. Các bức họa này đã miêu tả cảnh ở Chehel Sotoun như đón tiếp một vị vua Uzbekistan vào năm 1646, khi cung điện vừa được hoàn thành hay là một bức tranh gần đây mô tả Nader Shah chiến thắng "chống lại quân đội Ấn Độ tại Karnal vào năm 1739.

## Hình ảnh

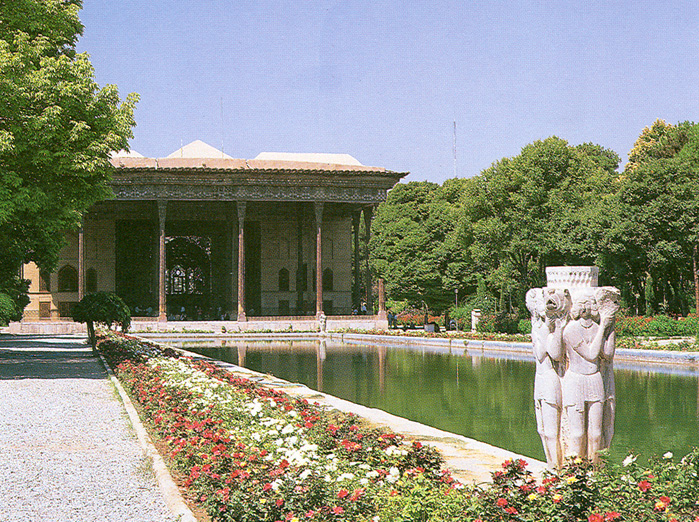
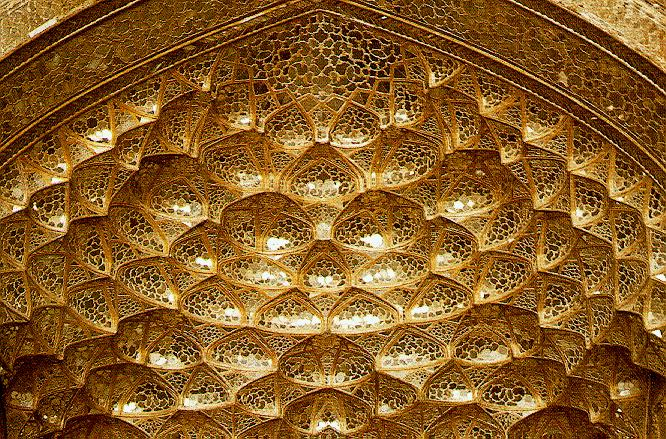
Mặt tiền có tổ ong bằng vàng
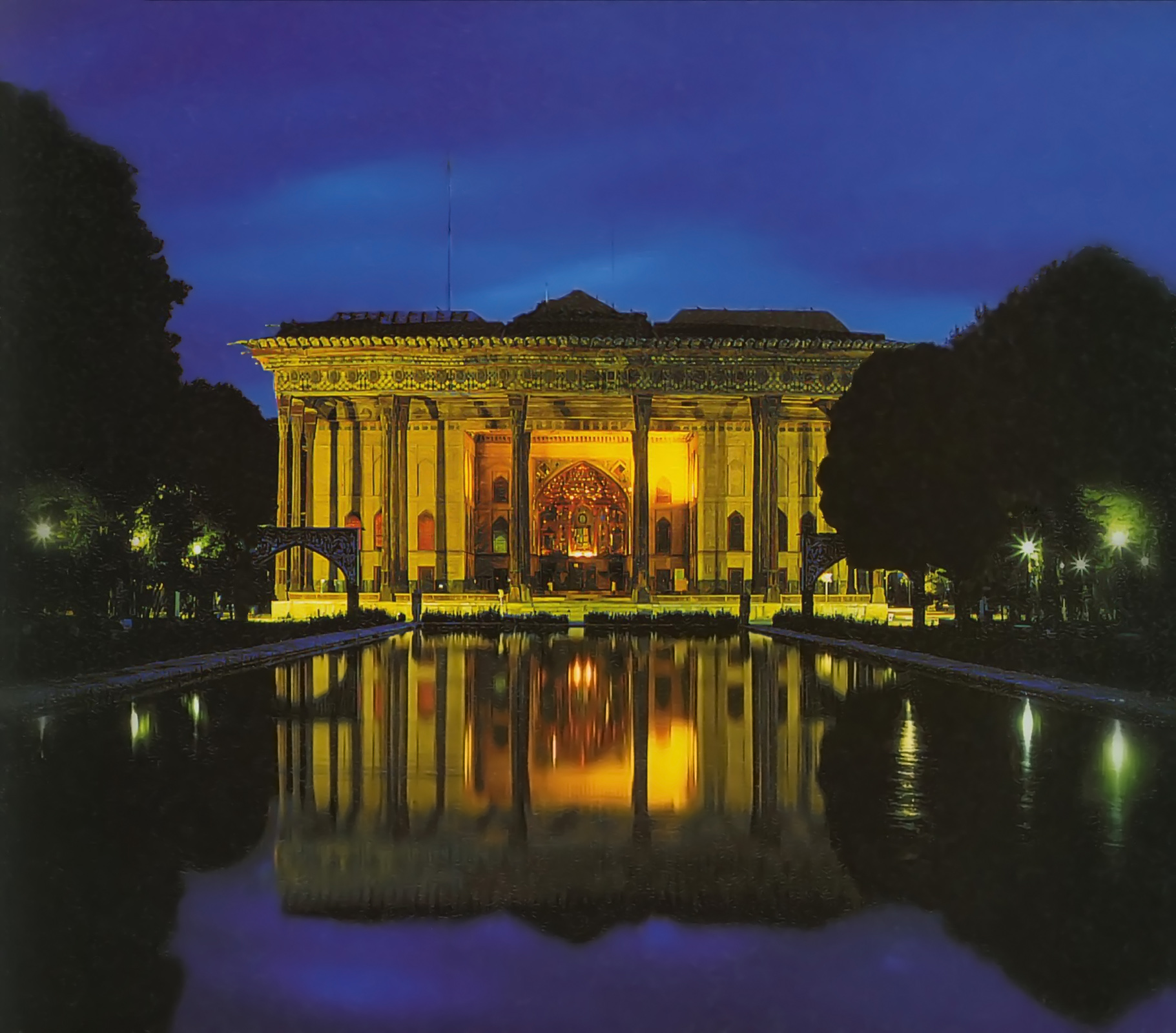
Ban đêm ở khu vườn
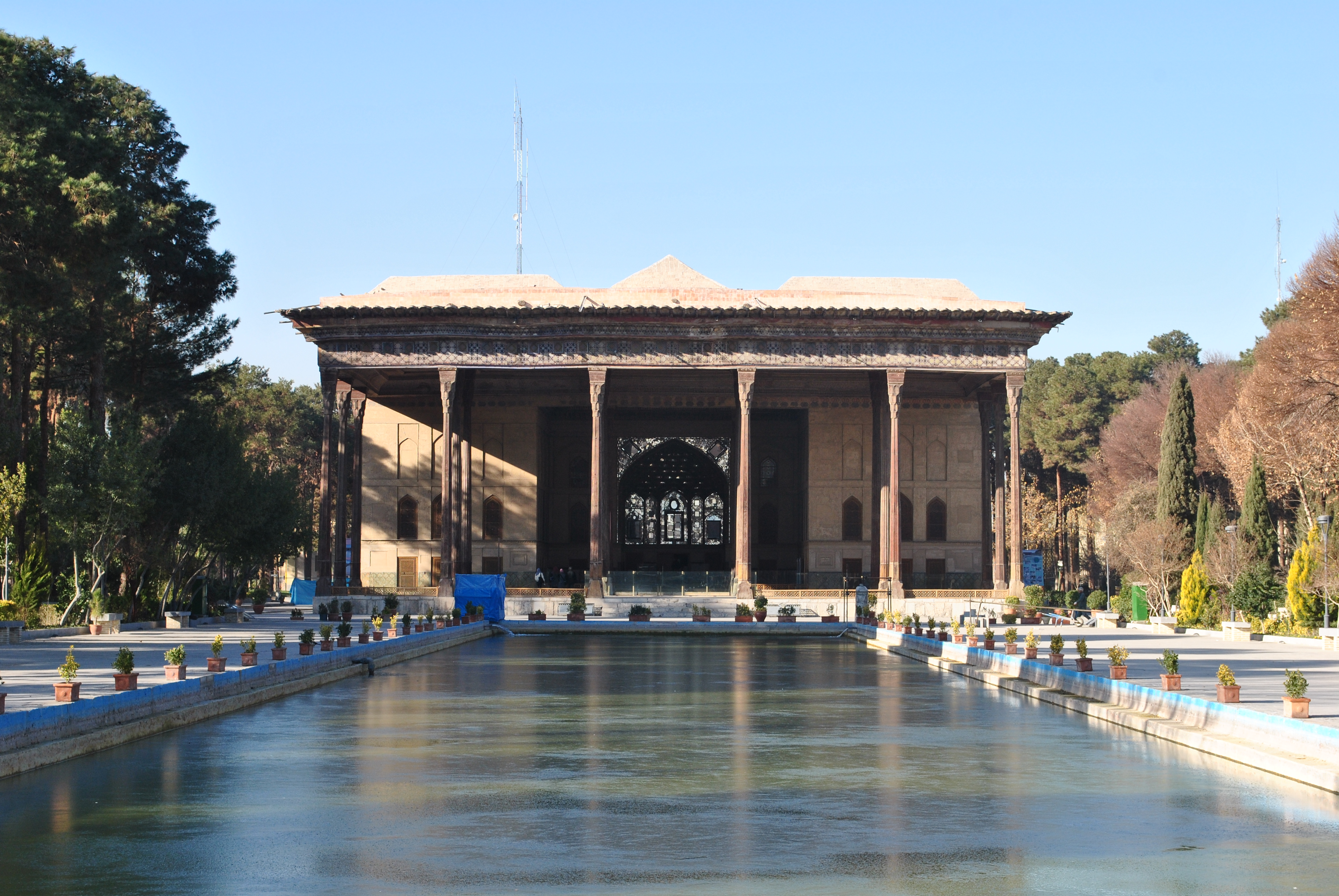
Ban ngày
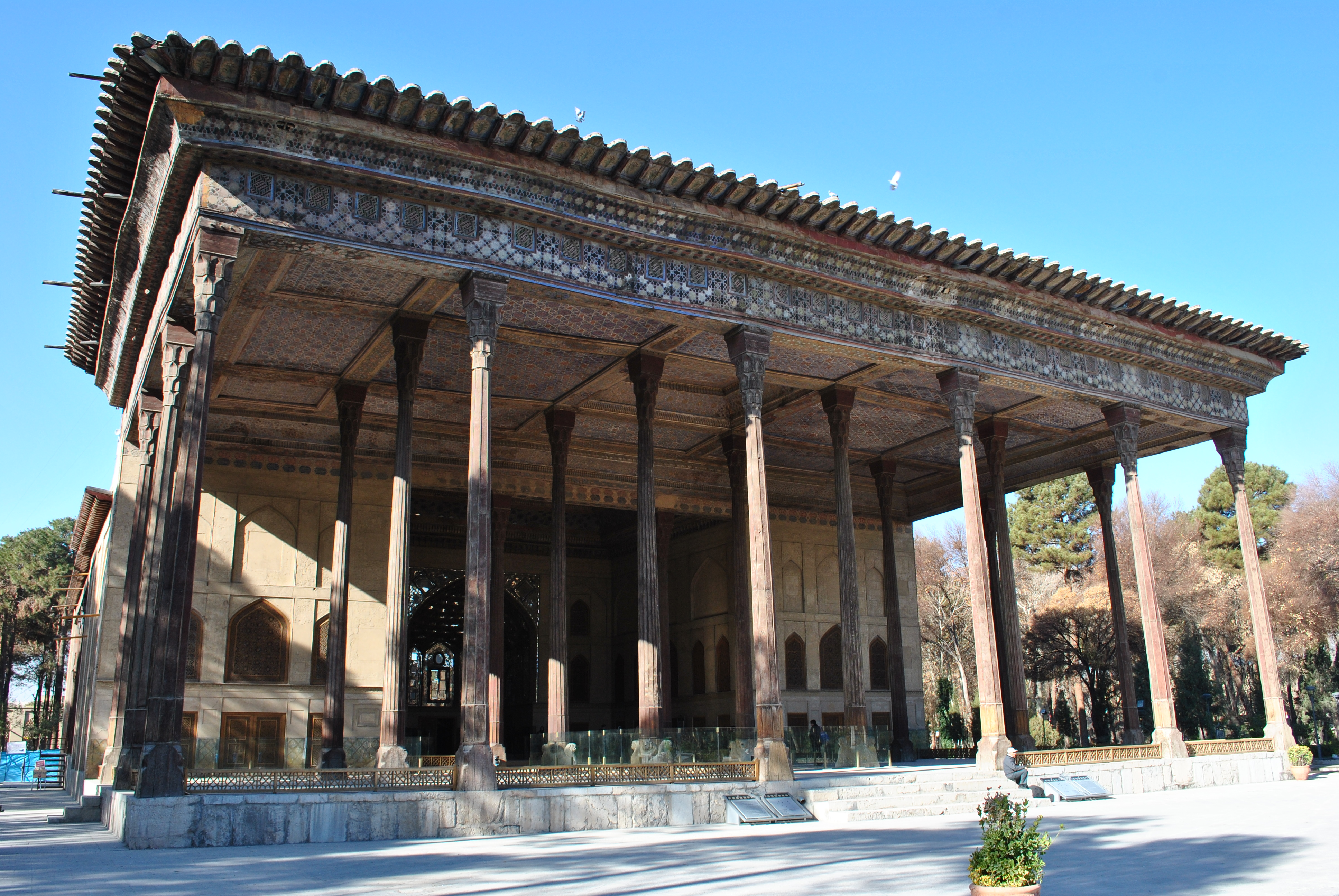
Nhìn gần ngôi nhà
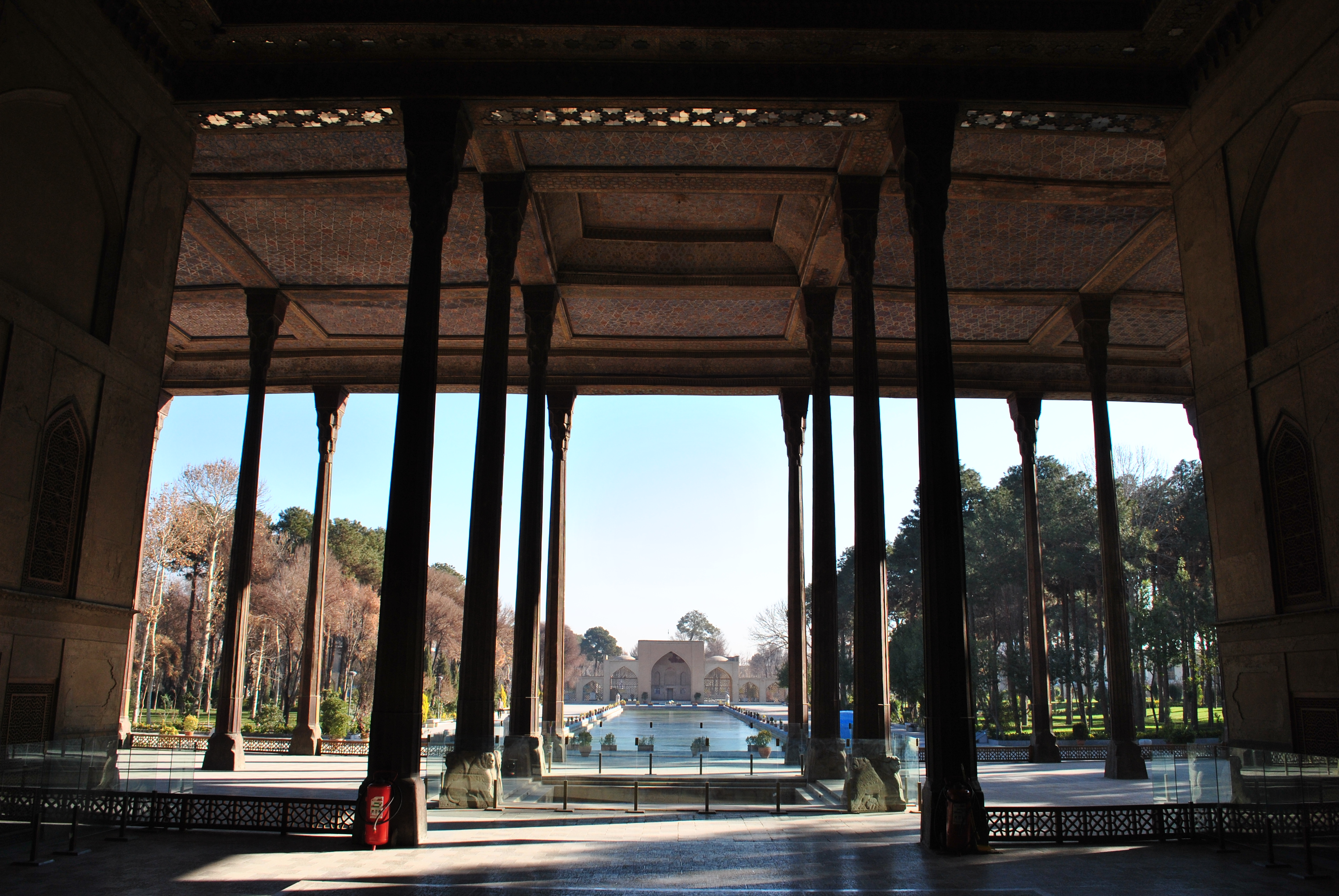
Nhìn ra khu vườn từ trong nhà
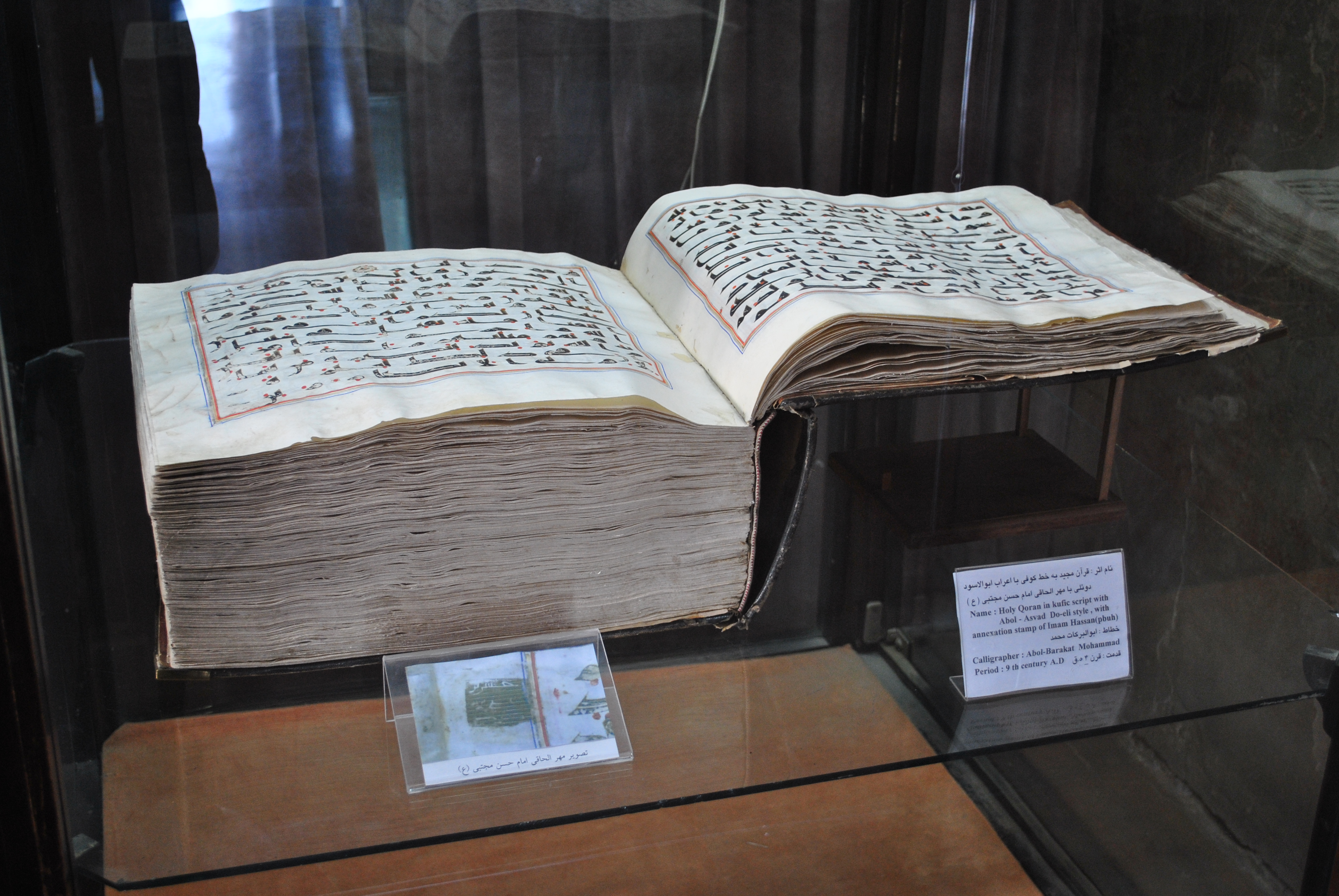
Kinh thánh Qoran
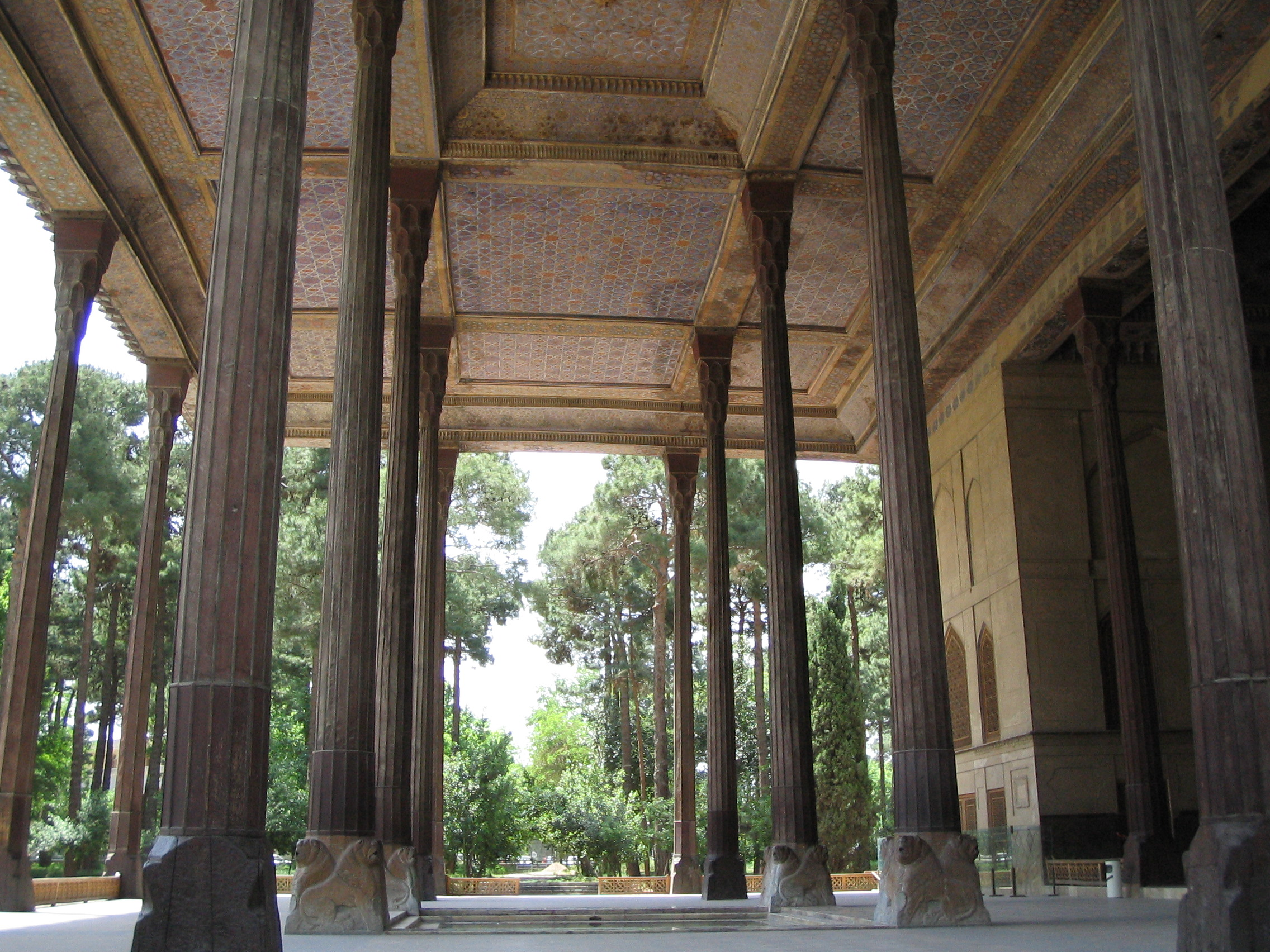
Hàng cột ở hiên của ngôi nhà